# Province de Loei
Loei (en thaï : เลย) est une province (changwat) de Thaïlande. Elle est située dans le nord-est du pays. Sa capitale est la ville de Loei.
La province de Loei est connu entre autres pour le festival du Phi Ta Khon (festival des « esprits », « fantômes ») qui mêle animisme et bouddhisme et se déroule pendant trois jours au mois de juin dans la petite ville de Dan Sai,,.
Autres curiosités à découvrir : le parc national de Phu Kradung et la vieille ville de Chiang Khan,.

## Subdivisions

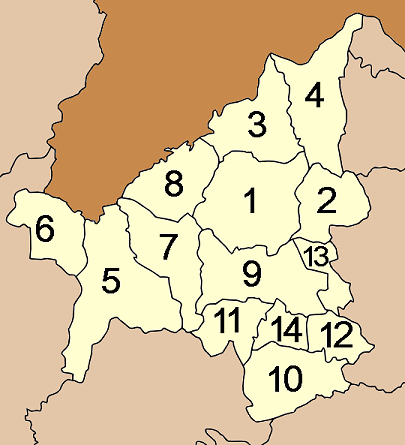
Carte des amphoe de la province de Loei.

Loei est subdivisée en 14 districts (amphoe) qui sont les suivantes :
1. Mueang Loei (อำเภอเมืองเลย)
2. Na Duang (อำเภอนาด้วง)
3. Chiang Khan (อำเภอเชียงคาน)
4. Pak Chom (อำเภอปากชม)
5. Dan Sai (อำเภอด่านซ้าย)
6. Na Haeo (อำเภอนาแห้ว)
7. Phu Ruea (อำเภอภูเรือ)
8. Tha Li (อำเภอท่าลี่)
9. Wang Saphung (อำเภอวังสะพุง)
10. Phu Kradueng (อำเภอภูกระดึง)
11. Phu Luang (อำเภอภูหลวง)
12. Pha Khao (อำเภอผาขาว)
13. Erawan (อำเภอเอราวัณ)
14. Nong Hin (อำเภอหนองหิน)

Ces districts sont eux-mêmes subdivisés en 89 sous-districts (tambon) et 839 villages (muban).

## Galerie

Festival du Phi Ta Khon
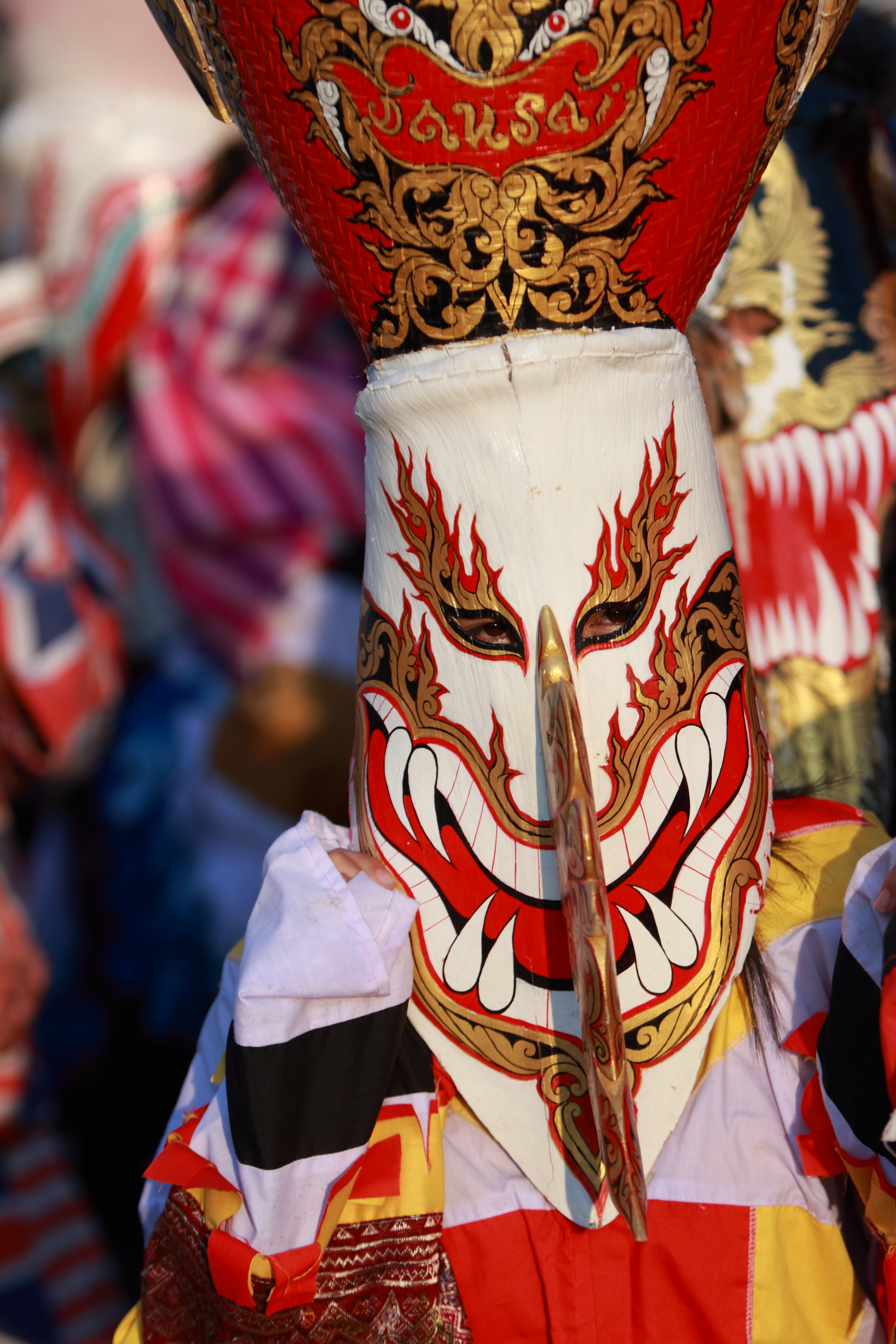
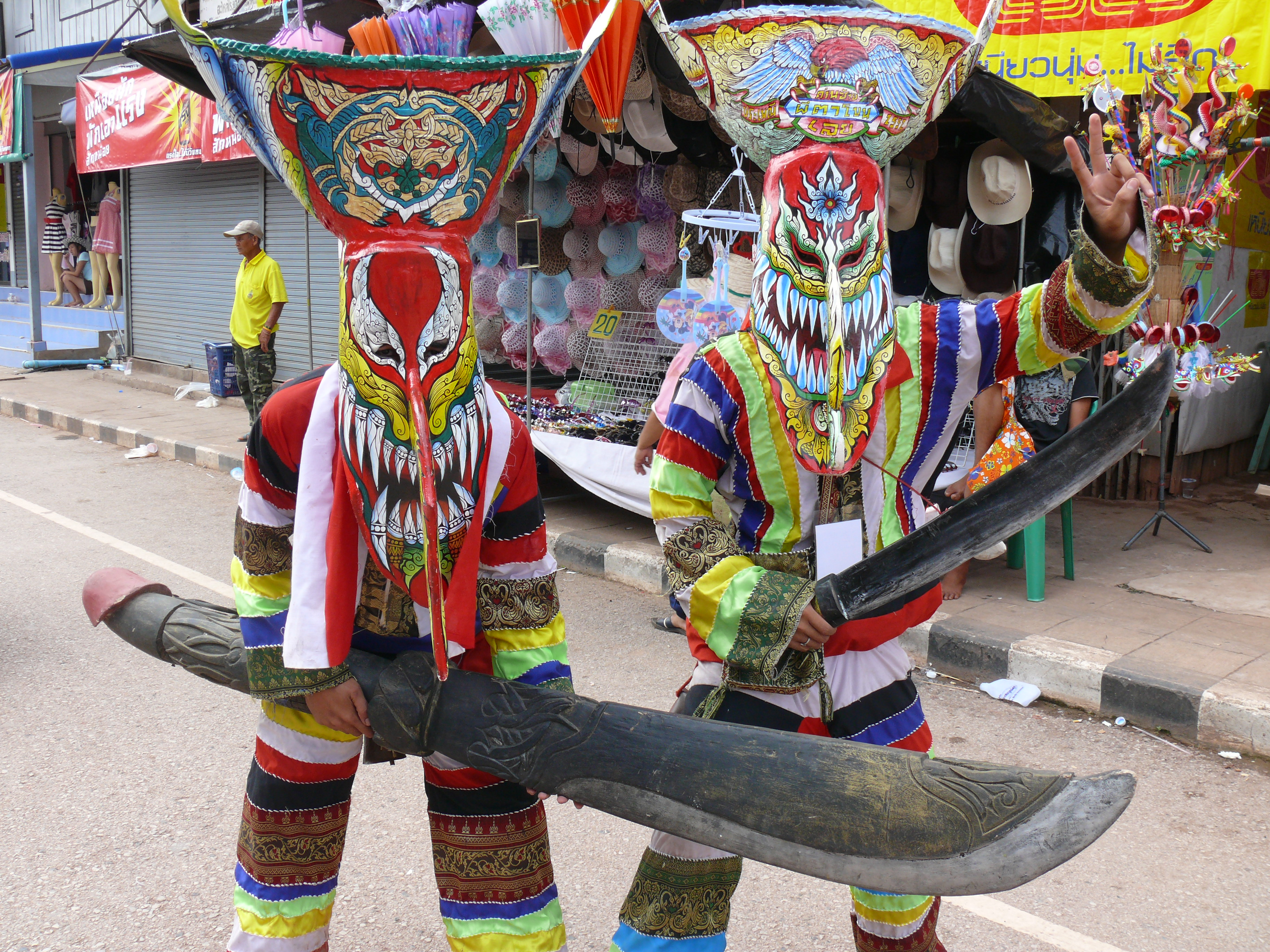
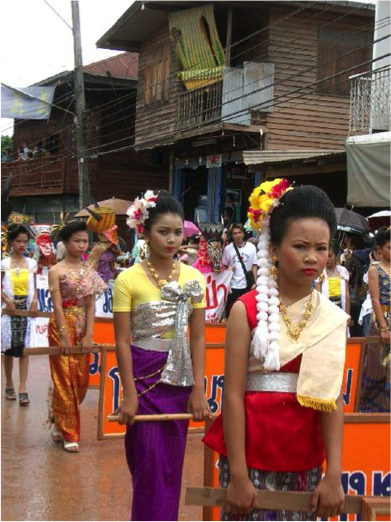
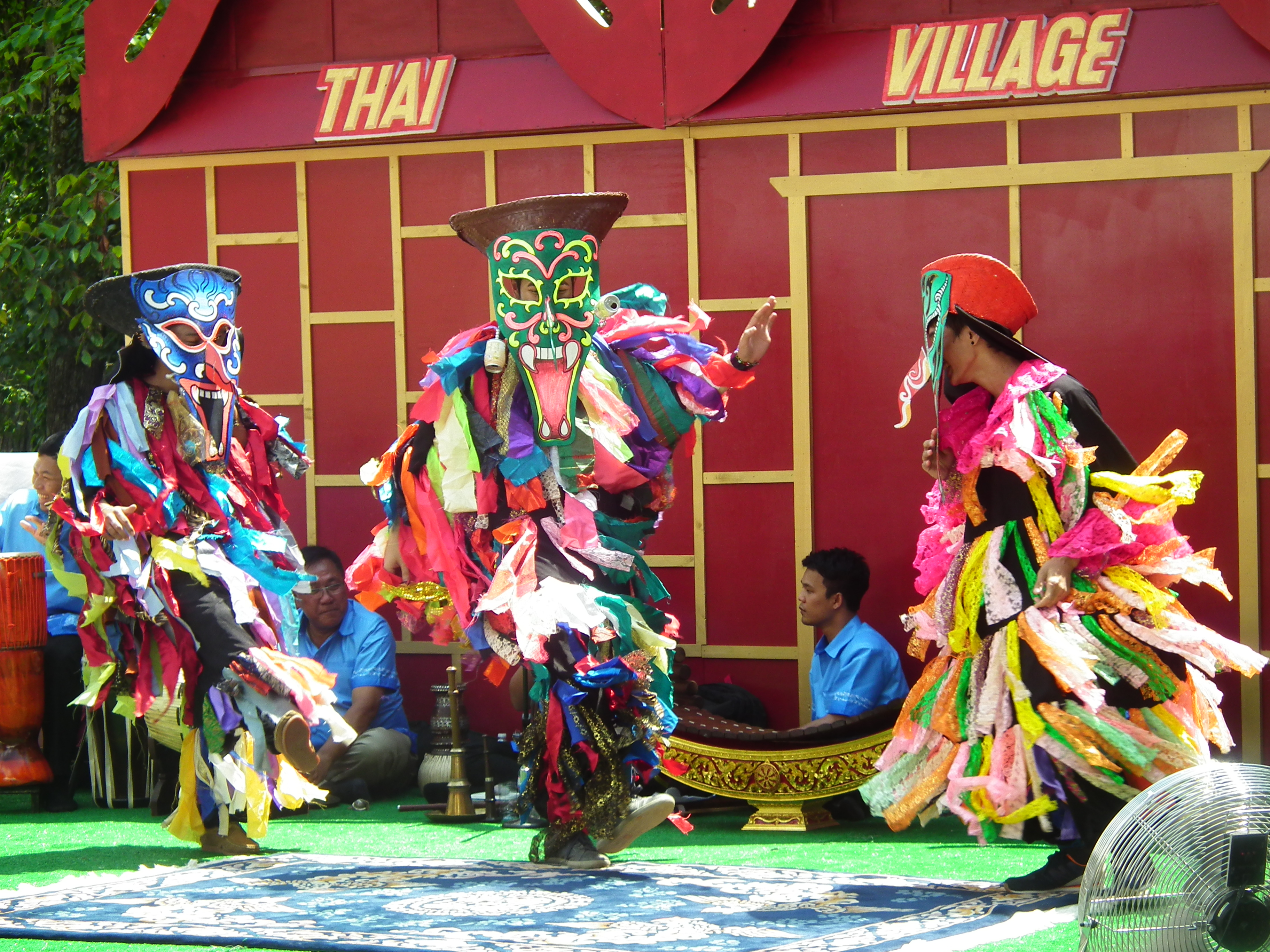
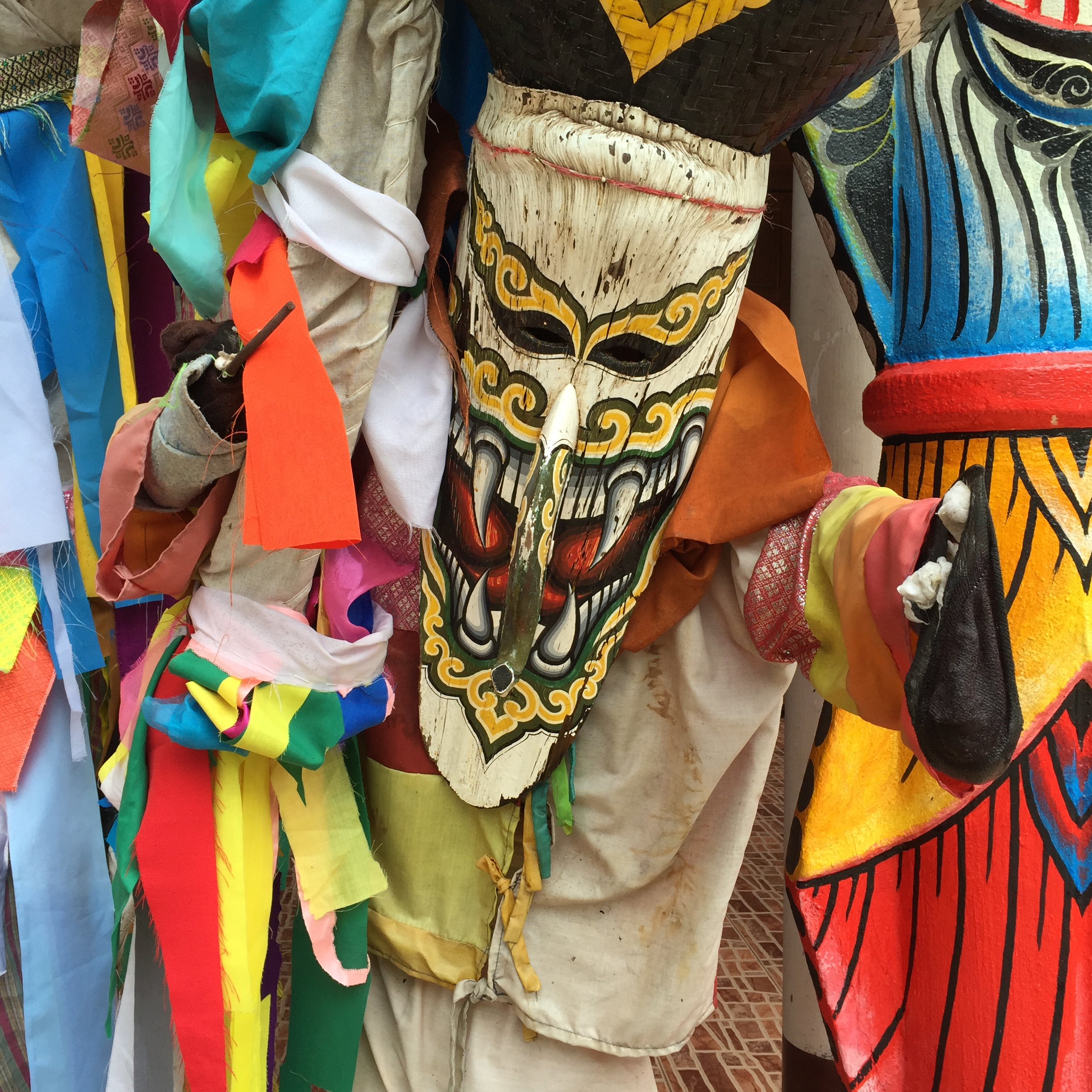

Parc national de Phu Kradung
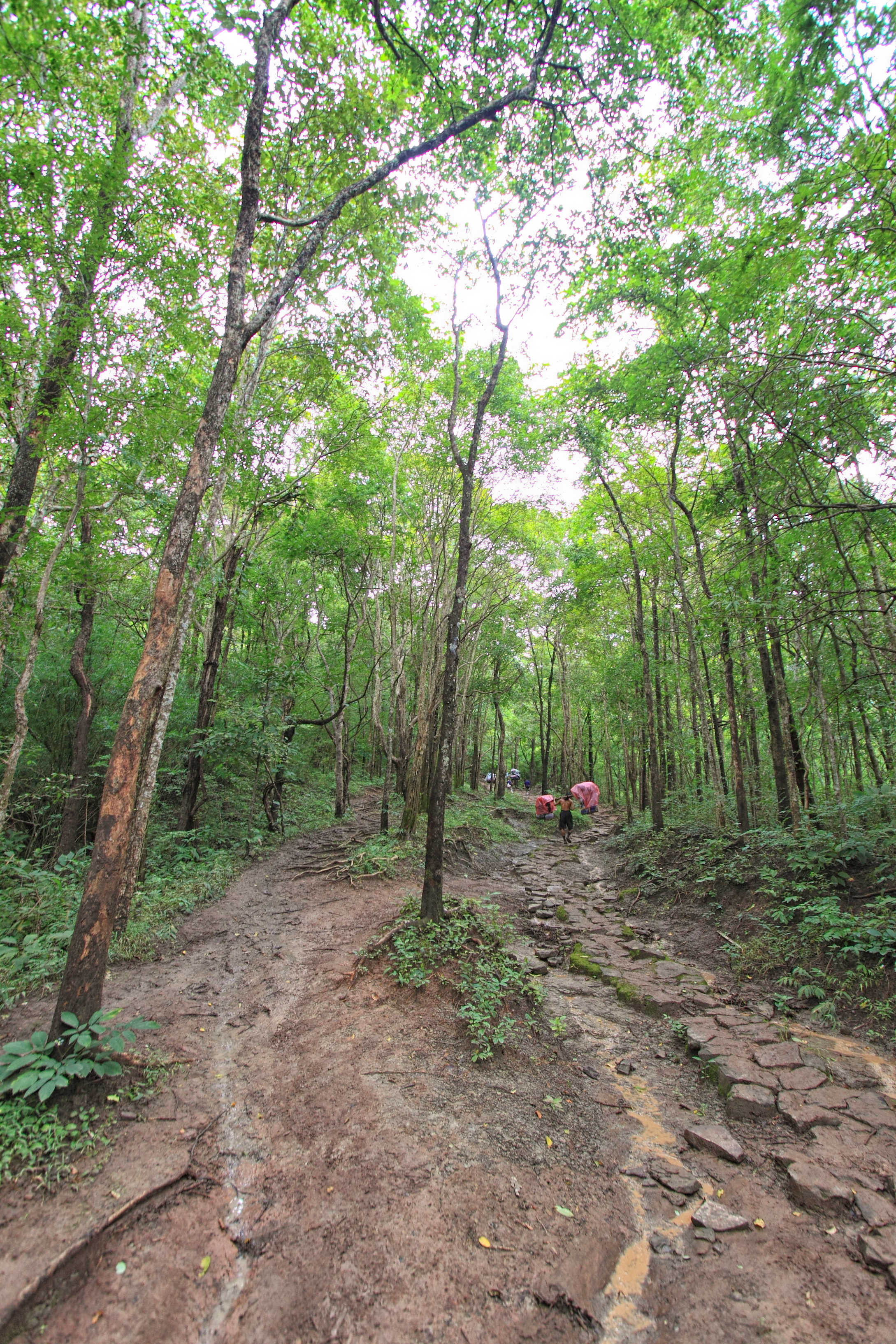
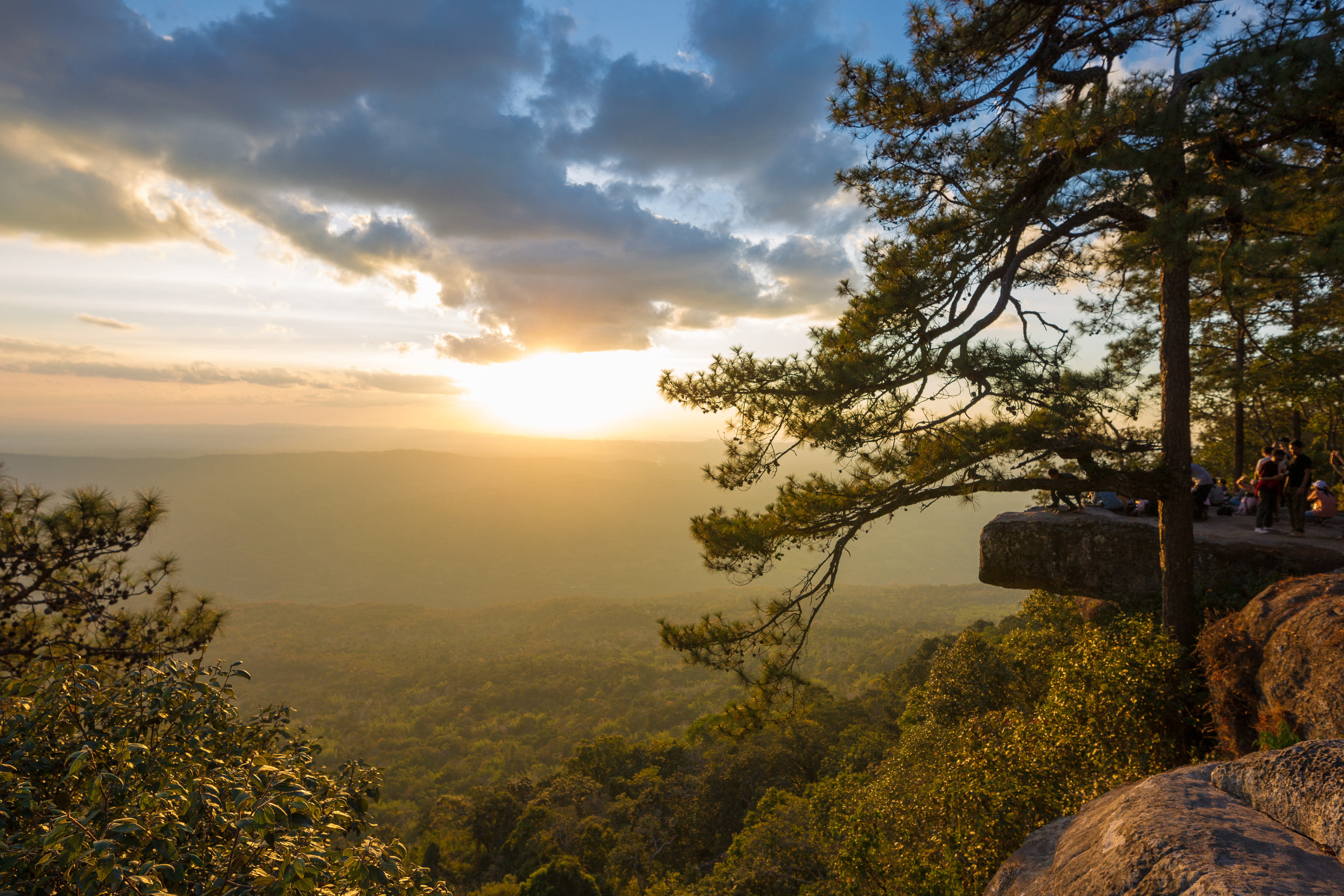
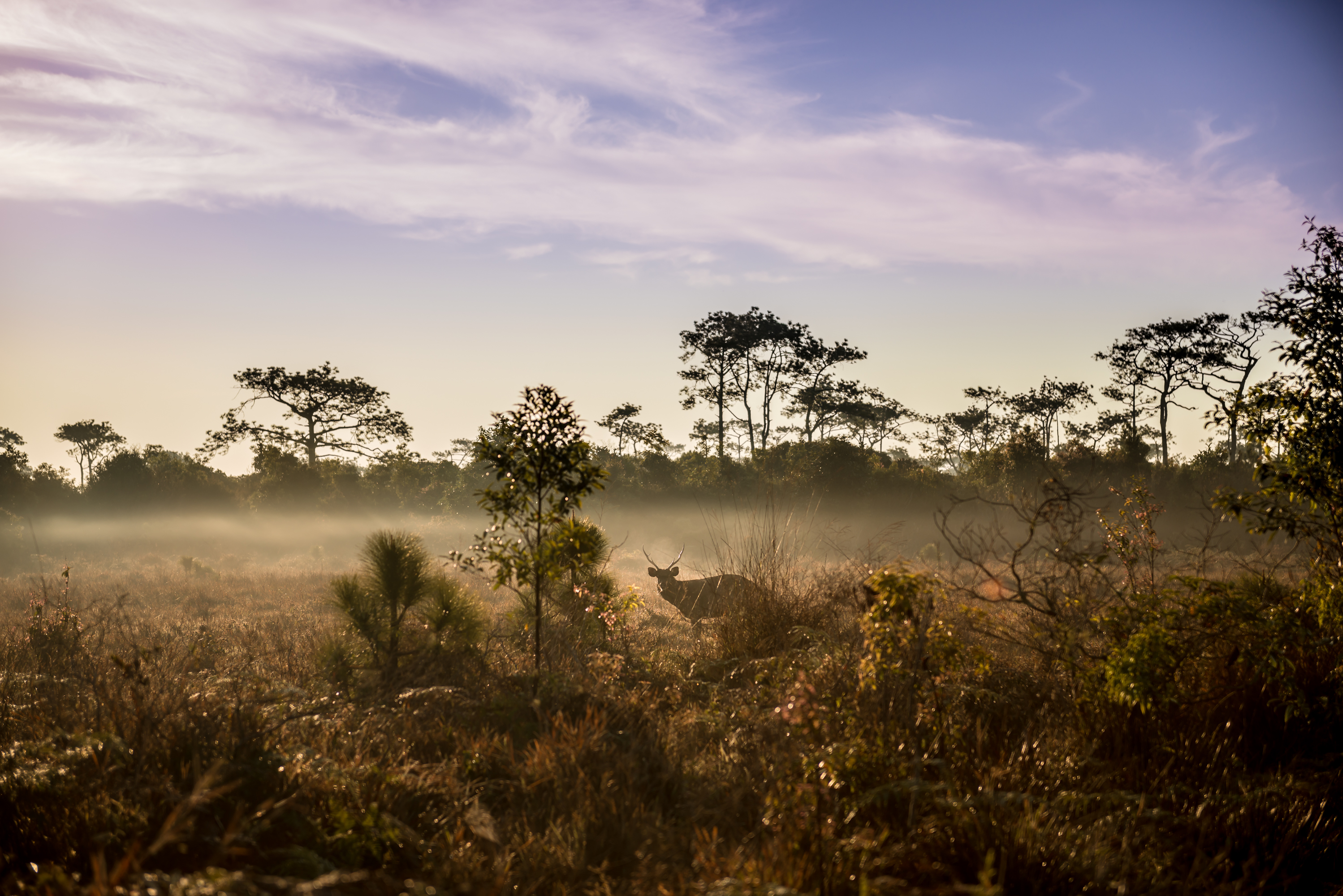
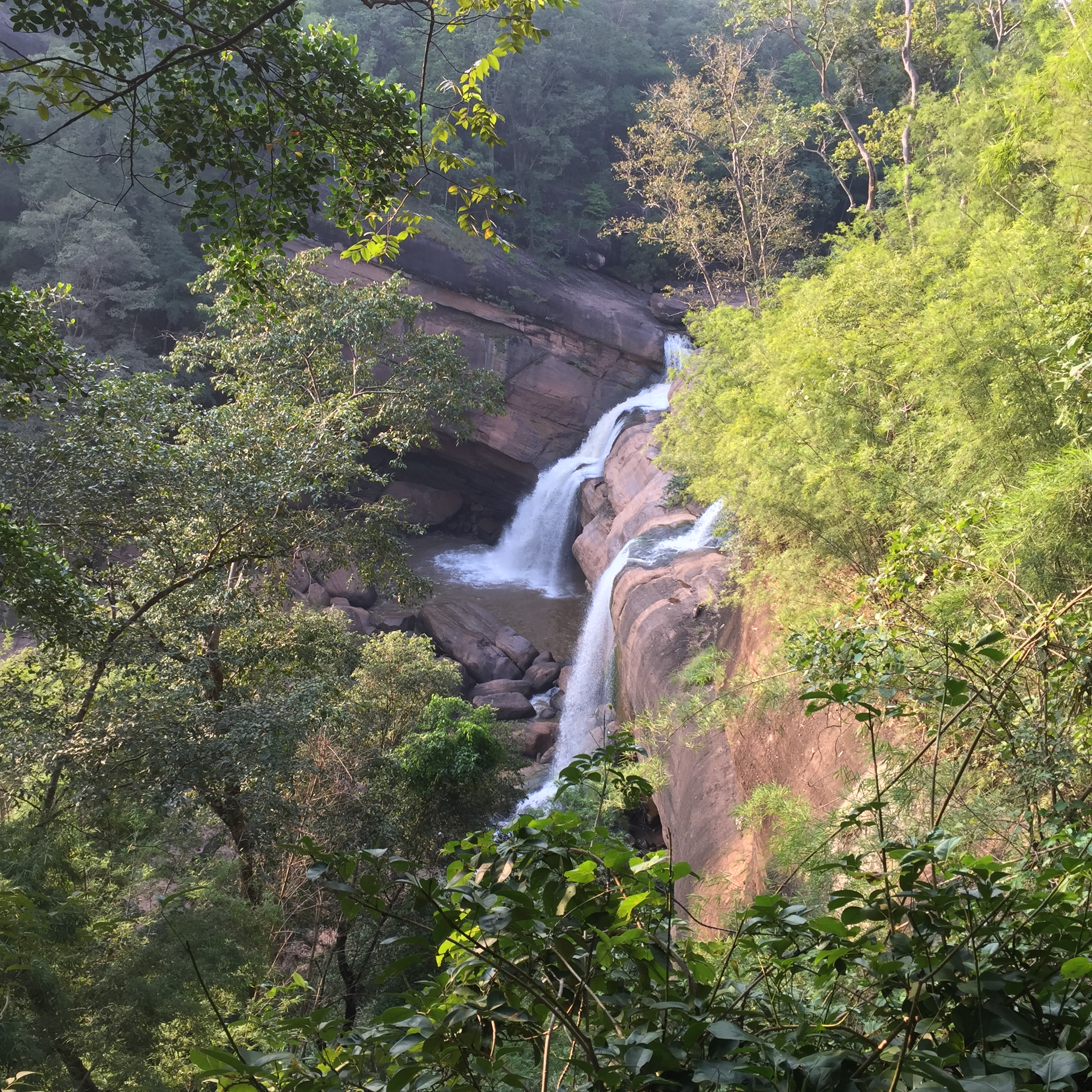
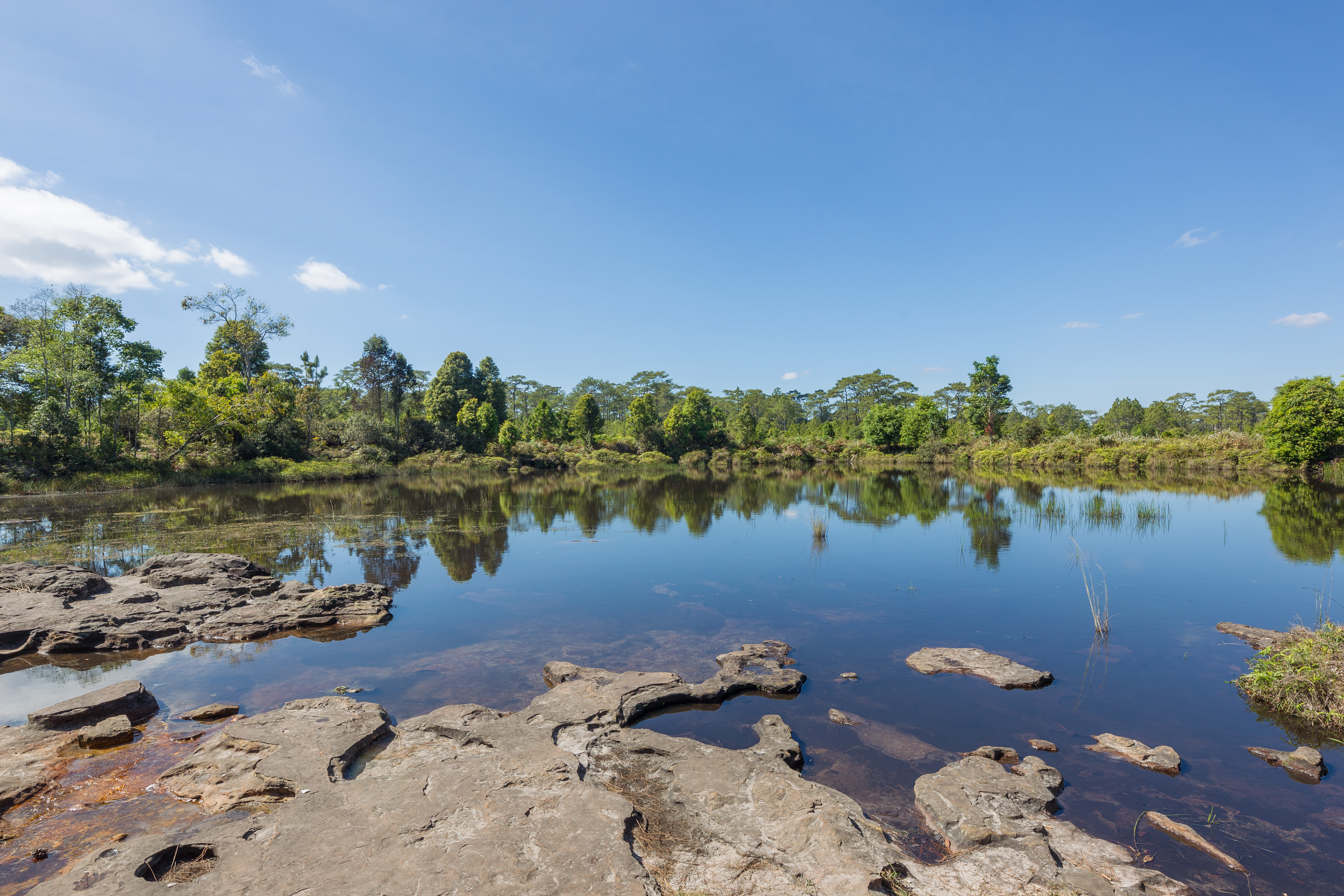